# بورس كولكر
بورس غريغورفتش كولكر (بالروسية: Борис Григорьевич Колкер) (ولد في 15 يوليو 1939 في تيراسبول ومولدوفا والاتحاد السوفياتي) وهو مدرس لغة، مترجم وداعية للغة الاسبرانتو الدولية. وكان حتى عام 1993 مواطنا السوفياتي والروسي، ومنذ ذلك الحين وهو من سكان ومواطني الولايات المتحدة الذين يقيمون في كليفلاند بولاية أوهايو. في عام 1985 حصل على درجة الدكتوراه في اللسانيات من معهد اللغويات التابع لأكاديمية العلوم في الاتحاد السوفياتي في موسكو.

## السيرة الذاتيه
الدكتور كولكر علم الاسبرانتو في عام 1957 ،وهو مؤلف من المقالات حول اللغويات، مراجعات الكتب، وثلاثة كتب اسبرانتو الشهيرة للطلاب من مختلف المستويات. نظرا لشعبية كبيرة من كتابه رحله إلى بلد الاسبرانتوا، والتي هي على حد سواء دورة إتقان لغة الاسبرانتو ودليل لثقافة الاسبرانتو، فهو معروف لكثير وهو الدليل إلى بلد الاسبرانتوا
كولكر وهو عضو في أكاديمية الاسبرانتو، عضوا فخريا في جمعية الاسبرانتو العالمية، ومحرر مشارك في مجلة شهرية (موناتو)، لعقدين من الزمن ترأس بالمراسلة اسبرانتو على نطاق واسع في روسيا أن تخرج حوالي 900 طالب وطالبة. كما علم الاسبرانتو في الجامعات الأمريكية في سان فرانسيسكو وهارتفورد.
حاليا يدير دورة إجادة المراسلات الاسبرانتو الدولية ويشغل أيضا منصب نائب رئيس مجلس الامتحانات الدولية لجامعة الدولية للالاسبرانتو المدربون (اللفائفية). في أوقات مختلفة كان توجيه عضو لجنة جمعية الاسبرانتو، الشريك المؤسس والشريك زعيم المنظمات اسبرانتو البلاد في الاتحاد السوفيتي وروسيا. وقد حاضر ويتحدث علنا في العديد من المؤتمرات العالمية من الاسبرانتو، وفي عام 2000 أخرج موضوع المؤتمر العالمي ال85 للاسبرانتو في تل أبيب.

### الملاحظات
بورس كولكر

### الكتب
السفر في بلد الاسبرانتوا

الاسبرانتوا في 16 يوم